# Harmen Jan van der Wijck
Pour les articles homonymes, voir Wijck.

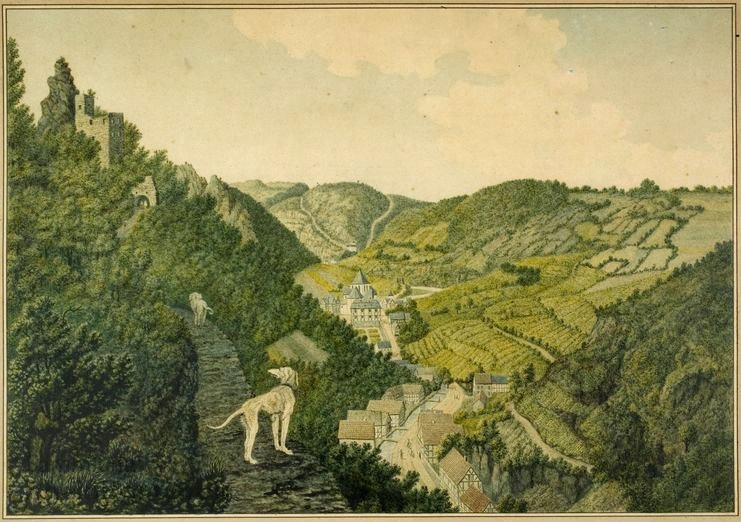
Harmen Jan van der Wijck: Vue sur le château d'Are et Altenahr.

Harmen Jan van der Wijck (aussi Herman van der Wyck), né le 7 novembre 1769 à Deventer aux Pays-Bas et mort le 18 janvier 1847 à Mannheim en Allemagne, est un baron et un général néerlandais qui vit en Allemagne après sa retraite, travaillant respectivement comme peintre paysagiste et écrivain. 

## Biographie
Harmen Jan van der Wijck naît le 7 novembre 1769 à Deventer. Dixième dans une famille des treize enfants, il est le fils de Jan Hendrik van der Wijck, Seigneur de Stroevelaar (1731-1809) et de sa femme Maria née Brouwer (1732-1788). Il commence sa carrière d'officier en Hollande et atteint le grade de major général dans les troupes du génie.
En 1796, il épouse à Amsterdam Cornelia Constantia van der Muelen (1771-1852), avec laquelle il a plusieurs enfants. Après avoir quitté le service militaire, van der Wijck s'installe avec sa famille en Allemagne et s'installe comme corsaire d'abord à Neuwied, puis à Mannheim. Il entreprend souvent des randonnées et des voyages, surtout le long du Rhin, et à partir de 1820, il réalise de nombreuses peintures de paysage de qualité. Il est également actif comme écrivain dans les domaines scientifiques et techniques. En 1825, il publie l'article Der Mittelrhein und Mannheim in hydrotechnischer Sicht, dans lequel il développe également des thèses sur la prochaine correction du Rhin, en 1836 la brochure Übersicht über die rheinischen und eifeler erloschenenen Vulkane.
Harmen Jan van der Wijck meurt le 18 janvier 1847 à Mannheim, et y est inhumé dans le cimetière principal. Sa pierre tombale se trouve maintenant - comme un moulage - sous les arcades de l'entrée principale.
Il est chevalier de la province d'Overijssel et membre correspondant de l'Académie royale néerlandaise des arts et des sciences à Amsterdam. À Mannheim, il est membre de la Société d'histoire naturelle. Il est également chevalier de l'Ordre de l'Union.

### Descendants
Son fils Carel van der Wijck (1797-1852) est également un général hollandais, enfin chef de l'armée coloniale hollandaise à Java. Un autre fils, Herman van der Wijck (1815-1889), sert comme membre du gouvernement de l'Inde néerlandaise, dont le fils Carel Herman Aart van der Wijck (en) (1840-1914) est gouverneur général et vice-roi des Indes orientales néerlandaises.

## Publications
- (de) Der Mittelrhein und Mannheim in hydrotechnischer Sicht, 1825 (lire en ligne)
- (de) Übersicht über die rheinischen und eifeler erloschenenen Vulkane, 1836 (lire en ligne)